# Мокрик Данило
Данило Романович Мокрик (нар. 3 березня 1985, Львів, Україна) — український журналіст, розслідувач, телеведучий та викладач. Власник ряду професійних нагород, Мокрик є одним із найдосвідченіших журналістів-розслідувачів України. Працював над проєктами «Остання інстанція», «Наші гроші з Денисом Бігусом» і «Тема дня». З початком повномасштабної війни 2022 року зосередився на розслідуванні воєнних злочинів і приєднався до англомовного видання «The Kyiv Independent».
Батько — математик Роман Мокрик. Брат — історик Радомир Мокрик, автор книги «Бунт проти імперії».

## Життєпис
Народився і виріс у Львові. Закінчив Вищу школу політичних наук Франції. Викладав курс «Журналістські розслідування» в Школі журналістики Українського католицького університету.

## Журналістська діяльність
Кар'єру журналіста розпочав у 2008 році. Працював у редакції львівського порталу Zaxid.net, де вперше розпочав діяльність як журналіст-розслідувач. Під час одного з перших розслідувань йому вдалося отримати документи, які викрили в брехні одного з місцевих чиновників.
Після роботи в Zaxid.net Данило переїхав до Києва, де став ведучим розслідувальної програми «Остання інстанція» на телеканалі ZIK. За свою журналістську діяльність він зіткнувся з погрозами «поламати життя». В 2017 році ZIK закрив програму, і Мокрик пішов з телеканалу. З вересня 2017 року вів програму «Тема дня» на «UA: Першому». У цей самий час і аж до березня 2023 року працював у проєкті журналістських розслідувань «Bihus.Info».
У 2018 році подав до суду на главу Військової прокуратури України Анатолія Матіоса у зв'язку з образами та наклепом з боку чиновника.
18 січня 2019 року оголосив про завершення роботи в програмі «Теми дня», пояснивши своє рішення втомою від роботи на двох інтенсивних проєктах. У березні 2019 став автором рубрики «Мокрик По Живому» на Hromadske, яка проіснувала до кінця 2021 року та потрапила в номінацію премії «Паляниця Awards» 2020 року, як найкращі YouTube-інтерв'ю.
Також Данило має власний Youtube-блог «MokRec».

### Конфлікт з Іллею Кивою
Починаючи з 2019 року, Данило Мокрик випустив низку розслідувань про на той час народного депутата Іллю Киву.
У лютому 2021 року між Данилом Мокриком та Іллею Кивою стався конфлікт в кулуарах Верховної Ради: депутат обматюкав журналіста після його запитання про можливе відмивання грошей нардепом. Згодом Ілля Кива надіслав листа до Комітету Верховної Ради з питань свободи слова, у якому звинуватив Мокрика у тиску та булінгу. Також стало відомо, що Кива виступив із пропозицією позбавити Мокрика журналістської акредитації. У відповідь команда журналістів Bihus.Info надіслали електронне звернення до профільних комітетів Верховної Ради та до правоохоронних органів.
За результатами засідання Комітет Верховної Ради ухвалив рішення ініціювати зміни до законодавства, які передбачатимуть покарання депутатів за образливу поведінку щодо журналістів, зокрема позбавлення права участі у двох-п'яти пленарних засіданнях.
У квітні 2021 року Данилові Мокрику відмовили в доступі на захист кандидатської дисертації народного депутата Іллі Киви. У відповідь Мокрик звернувся до Державного бюро розслідувань із заявою про перешкоджання його професійній діяльності. На основі цієї заяви було відкрито кримінальне провадження. Розслідування Данила Мокрика про дисертацію Іллі Киви потрапило в шорт-листу Національного конкурсу журналістських розслідувань за 2021 рік.

### Після початку повномасштабної війни
З початком повномасштабної війни у 2022 році Данило зосередився на військових розслідуваннях. Того ж року російською громадською організацією «Комітет захисту національних інтересів» був внесений до списку ворогів Росії за матеріал про вбивство американського журналіста Брента Рено в Ірпені. На початку 2023 року приєднався до команди англомовного видання «The Kyiv Independent», де разом з Євгенією Моторевською та Олесею Бідою створив відділ журналістських розслідувань воєнних злочинів. Крім того, почав викладати в школі журналістики в рамках цього ж видання.

## Оцінки
На думку «Детектор медіа» Данило Мокрик є одним із найдосвідченіших журналістів-розслідувачів України.

## Відзнаки
- Премія імені Героя Небесної Сотні Василя Сергієнка у номінації «Найкраще ТБ-розслідування» за серію матеріалів «Прокурори Майдану» (2019)[1]
- Диплом конкурсу журналістських робіт «Суд людською мовою» за власний блог «MokRec» (2020)[1]
- Нагорода «Честь професії — 2022» у номінації «Найкраща аналітика»[15]

## Фільмографія
| Рік  | Назва                           | Роль  | Прим.  |
| ---- | ------------------------------- | ----- | ------ |
| 2023 | «Діти, які вже ніколи»          | Автор | [ 16 ] |
| 2024 | «Знищити повністю або частково» | Автор | [ 17 ] |
| 2024 | «Тіні на лівому березі»         | Автор | [ 18 ] |